# Slaven Bilić
Slaven Bilić [ˈslaʋɛn ˈbiːlitɕ] (Split, 1968. szeptember 11. –) horvát válogatott labdarúgó. Tagja volt az 1998-as világbajnokságon bronzérmet szerzett válogatottnak. 2006 és 2012 között a horvát válogatott szövetségi kapitánya. 2007-ben az IFFHS megválasztotta a világ második legjobb szövetségi kapitányának.

## Pályafutása
Bilić pályafutását a helyi klubnál, a HNK Hajduk Splitnél kezdte. Itt hat évet töltött profiként, majd 1993-ban a német Karlsruher SC-hez igazolt, ahol UEFA-kupa elődöntős is volt. 1996 januárjában Harry Redknapp, az angol West Ham United akkori menedzsere igazolta le 1.3 millió fontért. A West Hamnél mutatott teljesítménye miatt meghívást kapott az 1996-os angliai Európa-bajnokságra készülődő horvát válogatottba. Horvátország egészen a negyeddöntőig szerepelt a kiírásban, ahol Németország győzte le őket.
1997 márciusában a szintén angol élvonalbeli Everton szerződtette le 4,5 millió fontért, de a szezon végéig a West Ham-nél maradt. 1997 augusztusában csatlakozott az Evertonhoz, ahol sok mérkőzést hagyott ki eltiltás miatt.
Úgy tűnt, karrierje az Evertonnál véget ér, majd 1998-ban meglepetésként válogatottjával bronzérmet szerzett a világbajnokságon. Az Everton után egy évre még visszatért legelső klubjához, a Hajduk Splithez, majd 2001-ben visszavonult.

### Góljai a válogatottban
| #   | Dátum               | Helyszín                                     | Ellenfél            | Gól | Eredmény | Kiírás               |
| --- | ------------------- | -------------------------------------------- | ------------------- | --- | -------- | -------------------- |
| 01. | 1996. október 8.    | Stadio Renato Dall'Ara, Bologna, Olaszország | Bosznia-Hercegovina | 0−1 | 1 − 4    | 1998-as vb-selejtező |
| 02. | 1997. szeptember 6. | Maksimir Stadion, Zágráb, Horvátország       | Bosznia-Hercegovina | 1−1 | 3 − 2    | 1998-as vb-selejtező |
| 03. | 1997. október 29.   | Maksimir Stadion, Zágráb, Horvátország       | Ukrajna             | 1−0 | 2 − 0    | 1998-as vb-selejtező |

## Pályafutása edzőként
Bilić, Aljoša Asanović-csal együtt a horvát U21-es válogatott kapitánya volt a 2006-os U21-es labdarúgó-Európa-bajnokság selejtezői alatt. A csapat a csoportkörön túljutott, de elveszítette a rájátszást Szerbia és Montenegró ellen.
A felnőtt válogatott szövetségi kapitányának 2006. július 25-én nevezték ki. Itt Zlatko Kranjčar munkáját vette át. Asszisztensei Aljoša Asanović, Robert Prosinečki, Nikola Jurčević és Marjan Mrmić. Első hivatalos mérkőzésén a horvát válogatott kispadján csapata gól nélküli döntetlent játszott Moszkvában Oroszországgal. A 2008-as Európa-bajnokság selejtezőiben irányításával a horvátok megnyerték a csoportjukat, a csoportmérkőzések alatt kétszer győzték le az angol válogatottat. A 2008-as Eb-n is csoportelsőként végeztek maximális pontszámmal; 2–1-re legyőzték Németországot, és 1–0-ra nyertek Ausztria, majd Lengyelország ellen.
2008. április 30-án kétéves szerződéshosszabbítást írt alá a válogatottnál. Az új szerződés értelmében 1,2 millió kuna a fizetése egy évben, és egészen a 2010-es világbajnokságig ő tölti be ezt a posztot.
A 2012-es Európa-bajnokság után távozott a válogatott éléről, majd az orosz FK Lokomotyiv Moszkva vezetőedzője lett. 2013-ban a török Beşiktaş JK-hoz szerződött.
2015 és 2017 között a West Ham United vezetőedzője volt. 2018 őszén a szaúdi ál-Ittihád vezetőedzője lett. 2019 februárjában menesztették a klubtól.

## Statisztika
utoljára frissítve: 2015. május 2.
| Csapat             | Kezdés   | Vége       | Statisztika | Statisztika | Statisztika | Statisztika | Statisztika |
| Csapat             | Kezdés   | Vége       | M           | Gy          | D           | V           | Gy %        |
| ------------------ | -------- | ---------- | ----------- | ----------- | ----------- | ----------- | ----------- |
| Hajduk Split       | 2001     | 2002       | 17          | 11          | 4           | 2           | 64,71       |
| Horvátország U-21  | 2004     | 2006       | 18          | 10          | 2           | 6           | 55,56       |
| Horvátország       | 2006     | 2012       | 65          | 42          | 15          | 8           | 64,62       |
| Lokomotyiv Moszkva | 2012     | 2013       | 31          | 12          | 7           | 12          | 38,71       |
| Beşiktaş           | 2013     | hivatalban | 86          | 46          | 20          | 20          | 53,49       |
| Összesen           | Összesen | Összesen   | 217         | 121         | 48          | 48          | 55,76       |

## Sikerei, díjai

### Játékosként
Hajduk Split
- Horvát bajnok – 1992
- Jugoszláv-Kupa-győztes – 1991, 2000
- Horvát Kupa-győztes – 1993
- Horvát Szuperkupa-győztes – 1992

 Válogatott
- Eb-résztvevő – 1996
- vb-bronzérmes – 1998

### Edzőként
- Eb-résztvevő – 2008, 2012

## Magánélete
Bilić folyékonyan beszél németül, angolul és olaszul. Jogi végzettsége van. Elvált, van egy 11 éves fia, Leo, és egy 4 éves lánya Alani. Gitáron játszik a horvát Rawbau együttesben. 2008-ban ők szerezték a horvát válogatott Eb-"himnuszát", a "Vatreno Ludilo" ("Lángoló őrület") nevezetű dalt.